# Hans Christian Holter
Hans Christian Holter (født 14. september 1890 i København, død 14. februar 1922 samme sted) var en dansk billedhugger. 
Holter startede som billedskærerlærling ved Teknisk Skole, siden studerede han på Det Kongelige Danske Kunstakademi i årene 1908-18. Han nåede i sit korte liv ikke at udfolde sine evner i det omfang, som forventningerne i sin samtid berettigede til. Holters vigtigste arbejde blev statuen af Holger Drachmann til Digterlunden ved Allégade på Frederiksberg. 
Lorry Feilberg havde allerede i 1915 fået opsat en gipsmodel af Holters statue foran forlystelsesetablissementet Lorry, hvor Drachmann havde været en hyppig gæst på den daværende Café Chantant. I 1922 bestilte Lorry-klubben en bronzestatue efter Holters forlæg, en opgave som gik til kongelig bronzestøber Lauritz Rasmussen. Statuen, der blev afsløret 4. juli 1924 to år efter Holters død, skildrer Drachmann med sin typiske store hat, stok og kappe, præcis som han var kendt i  byens gadebillede.  
Statuen vakte en del postyr i samtiden.
| Portal | Portal:Danmark |